# Christine Hoiningen-Huene
Christine von Hoiningen-Huene (* 21. Juli 1848 in Koblenz; † 21. Januar 1920 in Zürich) war eine deutsche Historikerin.

## Leben
Christine von Hoiningen-Huene war die Tochter des Bergrats Anselm August Freiherr von Hoiningen genannt Huene und dessen Ehefrau Marie, geborene Longard. Sie trug den Titel einer Freiin. Im Jahr 1888 heiratete sie Otto Perthes, Gymnasialoberlehrer in Bielefeld. Ihre ersten Werke veröffentlichte sie anonym, unter anderem im Jahr 1878 eine Biografie der alt-katholischen Bekennerin Amalie von Lasaulx. Ab 1881 ermutigte der Kirchenhistoriker Ignaz von Döllinger von Christine Hoiningen-Huene zu historischen Studien.
Nach der Scheidung im Jahr 1893 wurde sie 1895 auf Veranlassung ihrer Familie entmündigt. Ab 1896 studierte sie Geschichte, deutsche Rechtsgeschichte sowie deutsche und französische Literaturgeschichte in Zürich. Ab 1898 nahm sie ihre Studien in Bern auf. Sie studierte unter anderem bei den christkatholischen Professoren Eugène Michaud und Philipp Woker. Im Jahr 1898 promovierte sie. Christine Hoiningen-Huene forschte zur Genealogie der schweizerischen Adelsgeschlechter.